# Dżazirat an-Nabatat
Dżazirat an-Nabatat (arab. جزيرة النباتات Geziret an-Nabatat – „wyspa roślin”; w językach europejskich znana też jako Wyspa Kitchenera) – mała (ok. 750 m długości), owalna wysepka na Nilu w bezpośrednim sąsiedztwie Asuanu w Egipcie.

## Historia
Wyspa ta została podarowana Lordowi Kitchenerowi w podzięce za jego usługi w czasie Kampanii Sudańskiej w latach 1896–1898.
Z pomocą Ministerstwa Irygacji, Kitchener szybko przekształcił tę małą wyspę w ogród pełen egzotycznych drzew i roślin, wśród których poprowadzone zostały chodniki. W późniejszym okresie wyspa stała się własnością rządu egipskiego i była używana jako stacja badawcza, której celem było testowanie różnych rodzajów zbóż. W chwili obecnej stacja badań biologicznych znajduje się na południowym skrawku wyspy, który jest niedostępny dla zwiedzających.

## Lokalizacja
Dżazirat an-Nabatat jest jedną z dwóch większych wysp na Nilu w okolicy Asuanu. Ta druga to Elefantyna. Elefantyna jest dużo większa niż Dżazirat an-Nabatat i jednocześnie znajduje się pomiędzy Dżazirat an-Nabatat a miastem Asuan, położonym na wschodnim brzegu Nilu. Dlatego też trudno jest zobaczyć mniejszą Dżazirat an-Nabatat z samego miasta.
W dzisiejszych czasach wyspa, jako całość, stanowi ogród botaniczny. Jest on szczególnie popularny wśród lokalnej ludności, a także turystów, jako miejsce, gdzie można spędzić weekendowy piknik lub popołudnie z dala od hałasów miasta. Na wyspę można dotrzeć feluką, łodzią motorową, bądź też za pomocą lokalnych promów.

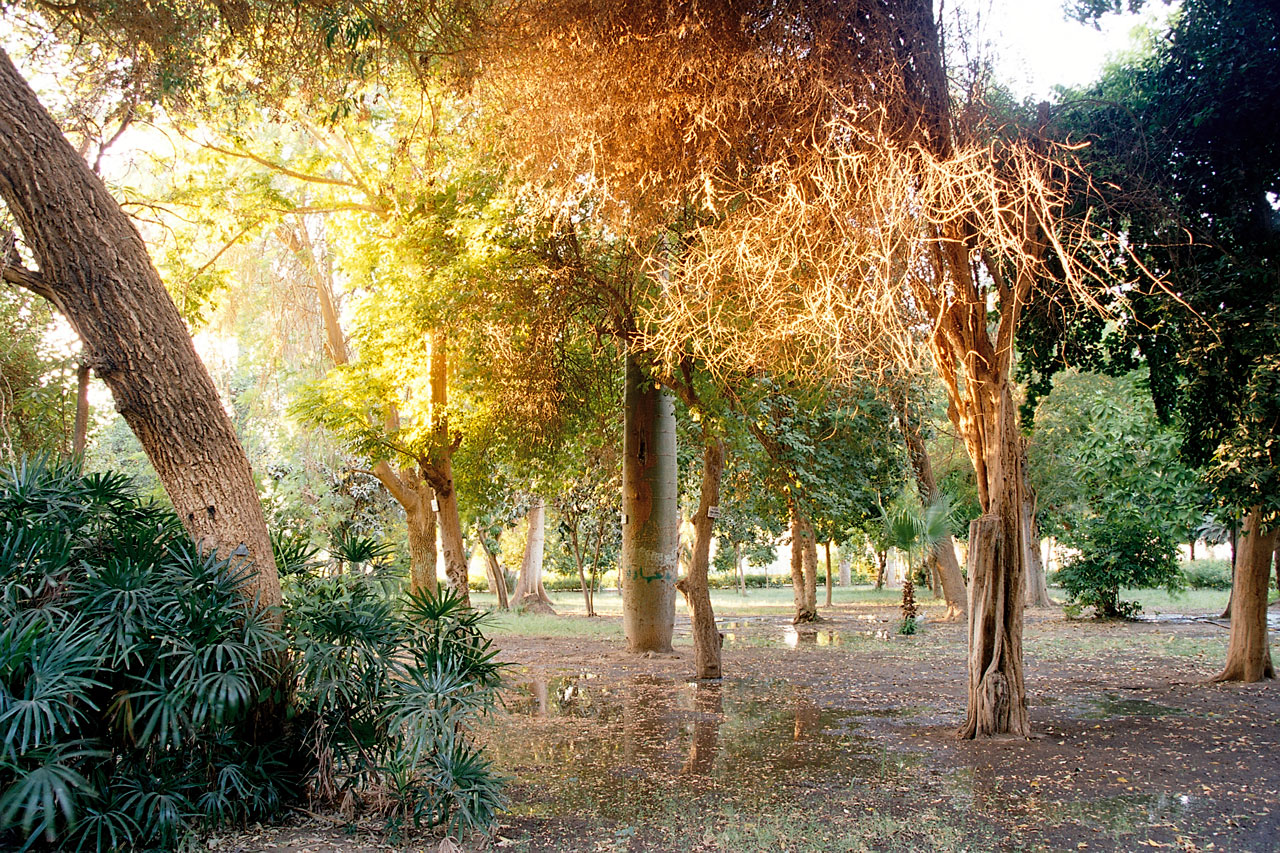
Zalany wodą trawnik oraz drzewa na Dżazirat an-Nabatat
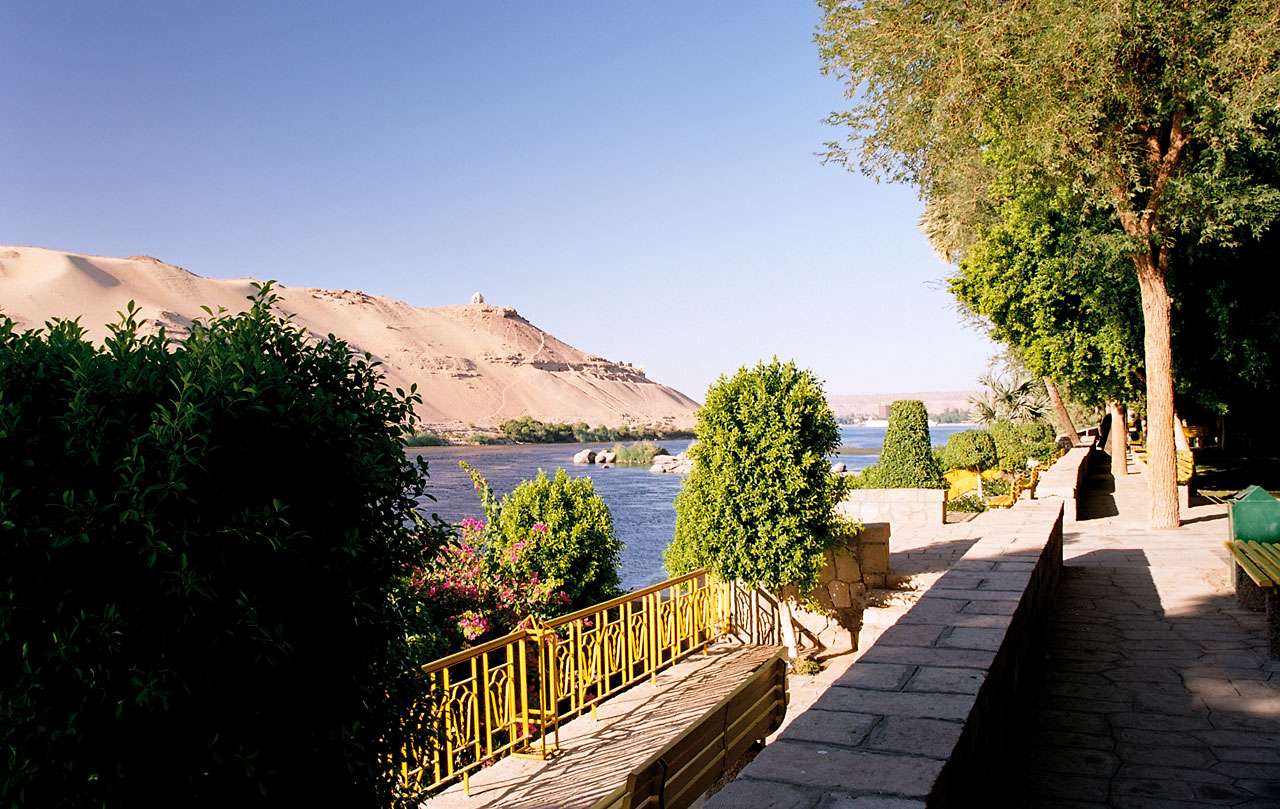
Widok na zachodni brzeg Nilu z Dżazirat an-Nabatat
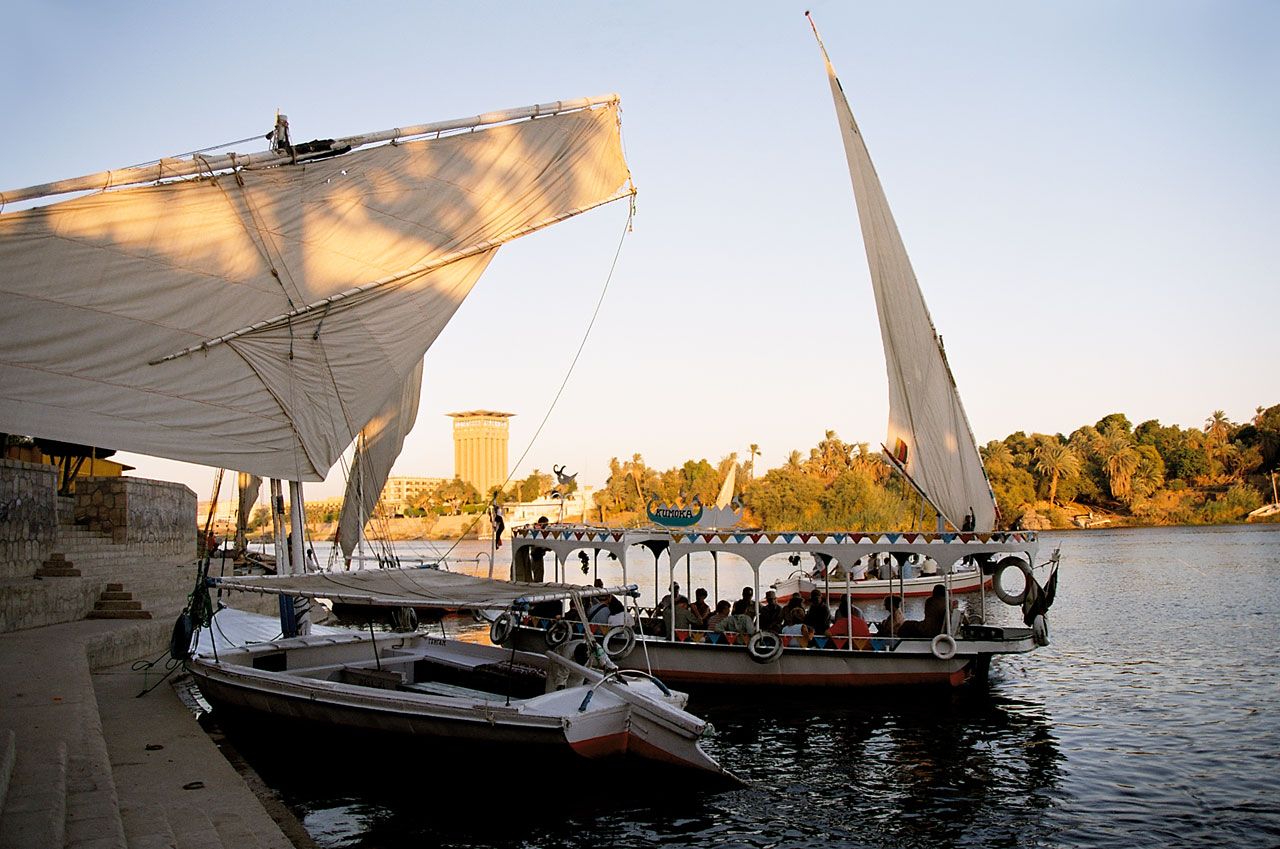
Przystań dla feluk wypływających z Dżazirat an-Nabatat
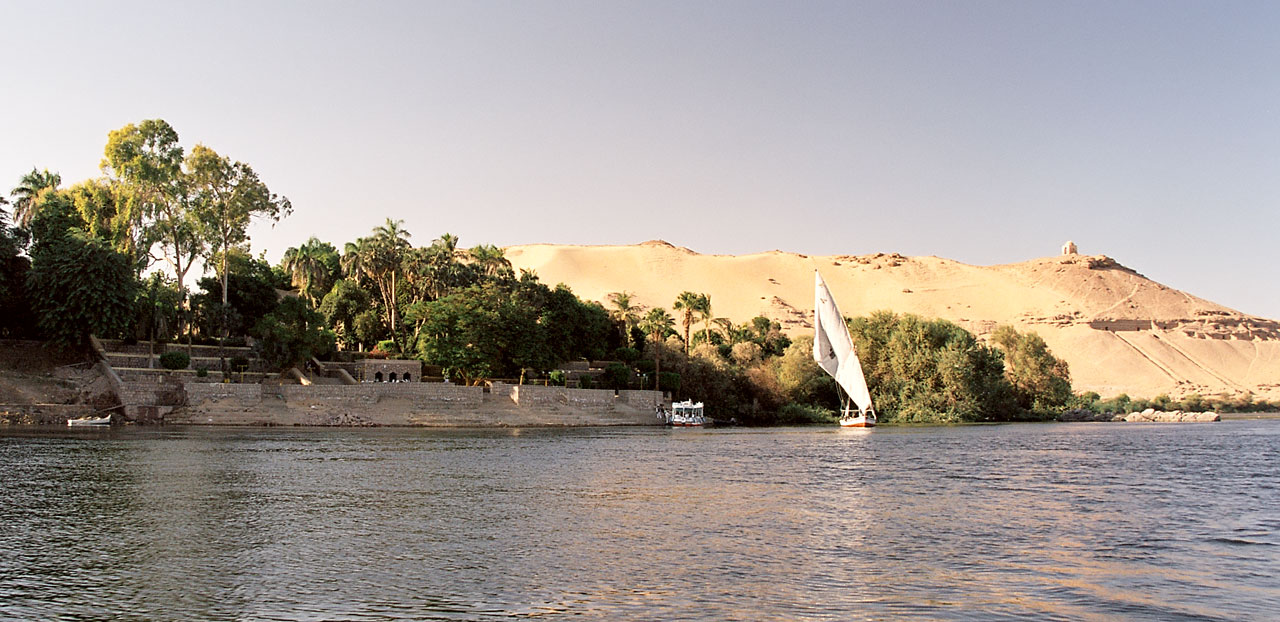
Widok na przystań dla feluk przypływających na Dżazirat an-Nabatat
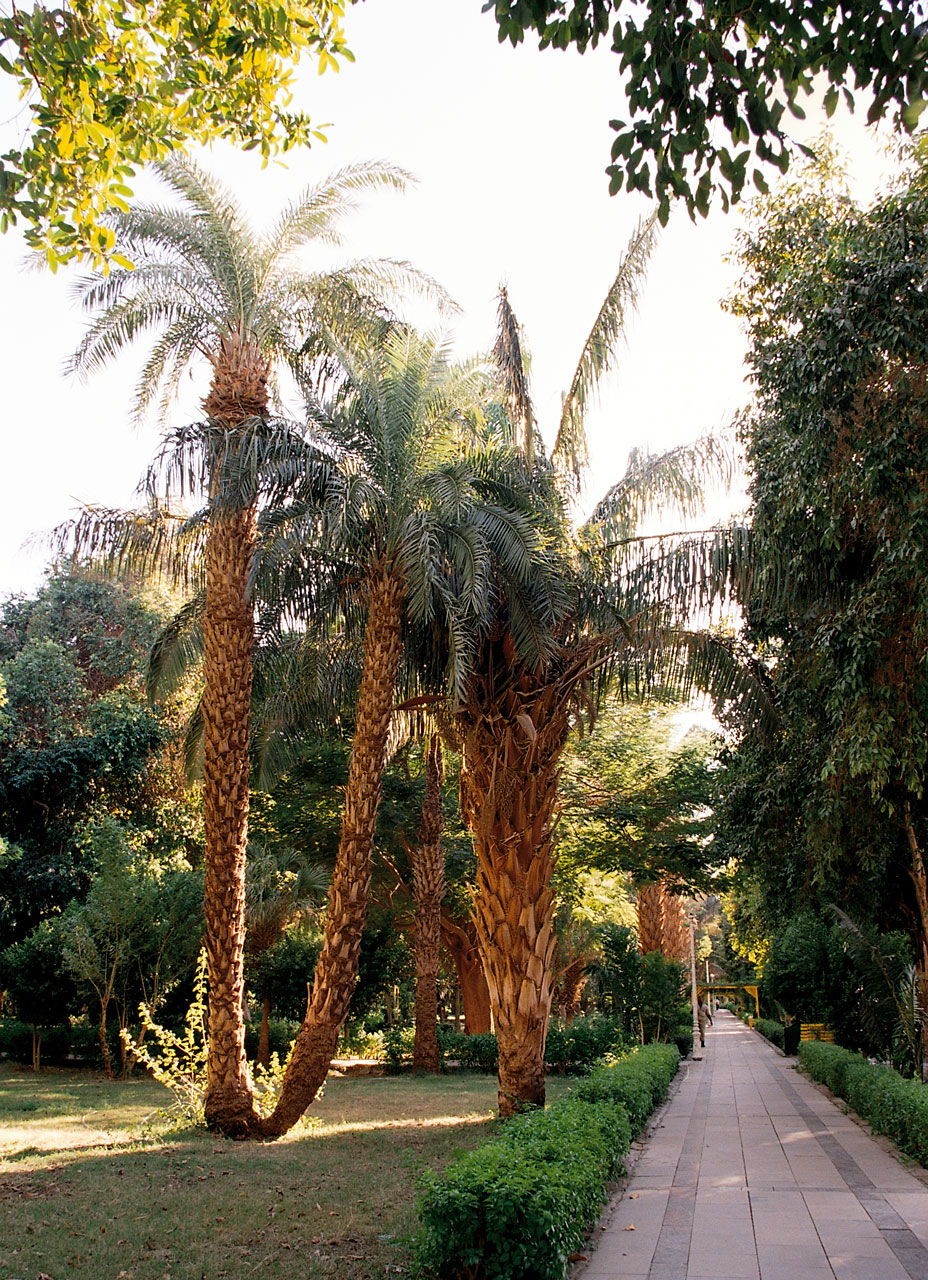
Palmy na Dżazirat an-Nabatat
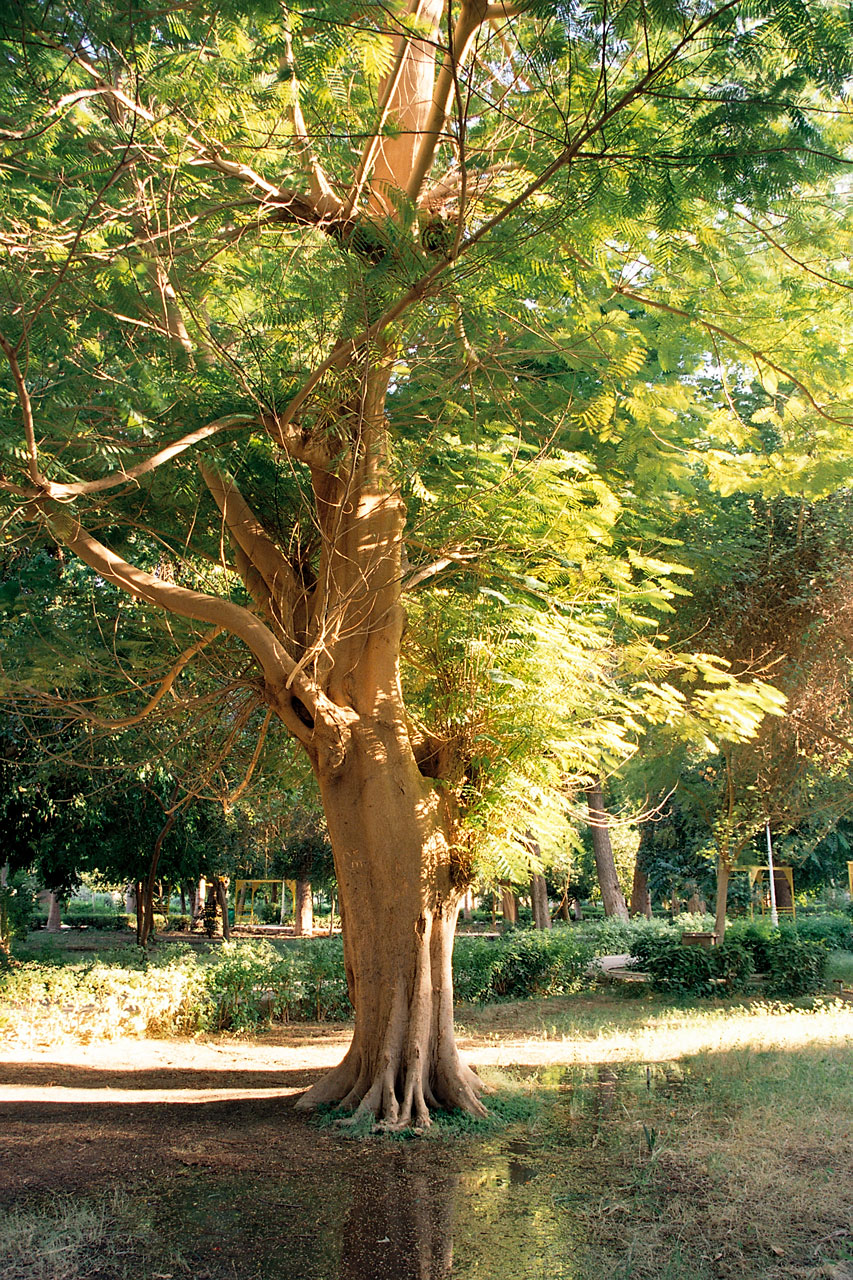
Drzewo na Dżazirat an-Nabatat
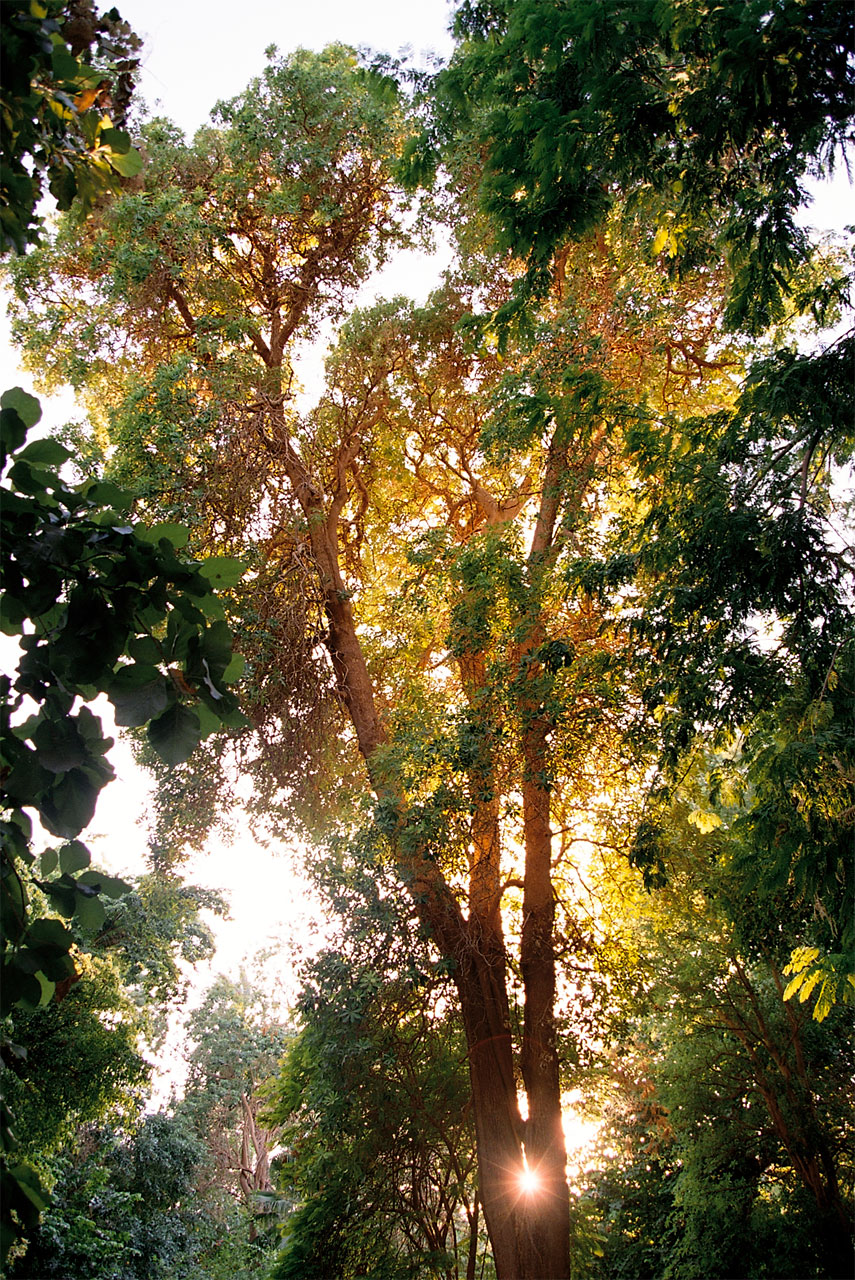
Drzewo na Dżazirat an-Nabatat